# 高橋修二
高橋 修二（たかはし しゅうじ、1956年 -）は、高知県出身の元アマチュア野球選手（投手）。

## 来歴・人物
高知高等学校では、1974年にエースとして春夏の甲子園に連続出場。春の選抜は、2回戦で横浜高の永川英植と互いに無失点で投げ合い、延長12回に杉村繁の中越え適時打でサヨナラ勝ち。準々決勝に進むが和歌山工に敗退した。同年夏の選手権は2回戦（初戦）で中京商の原田末記に抑えられ惜敗。
卒業後は住友金属に入社、森繁和が1979年にプロ入りした後はエースとして活躍する。同年の社会人野球日本選手権では3勝を挙げ、準決勝では協和醱酵の津田恒美に投げ勝つ。決勝は川端理史との継投で松下電器を完封し優勝、最高殊勲選手賞を獲得した。しかし1980年には石井毅が入団、リリーフに回る。1982年の都市対抗では準々決勝でヤマハ発動機と対戦、石井をリリーフして好投しチームの優勝に貢献した。1983年に石井がプロ入り、再びエースに復帰し同年の社会人野球日本選手権で決勝に進出。東芝の青木秀夫、黒紙義弘と投げ合い2-0で完封勝利、再び最高殊勲選手賞を獲得した。翌1984年の社会人野球日本選手権は嶋田宗彦とバッテリーを組み4試合全てに先発、決勝で日本通運を抑え連続優勝、3度目の最高殊勲選手賞を獲得した。同年の社会人ベストナインに選出される。1985年には第10回アジア野球選手権大会日本代表となった。1989年の都市対抗では10年連続出場選手として表彰を受ける。